# DAF YA 4440/4442

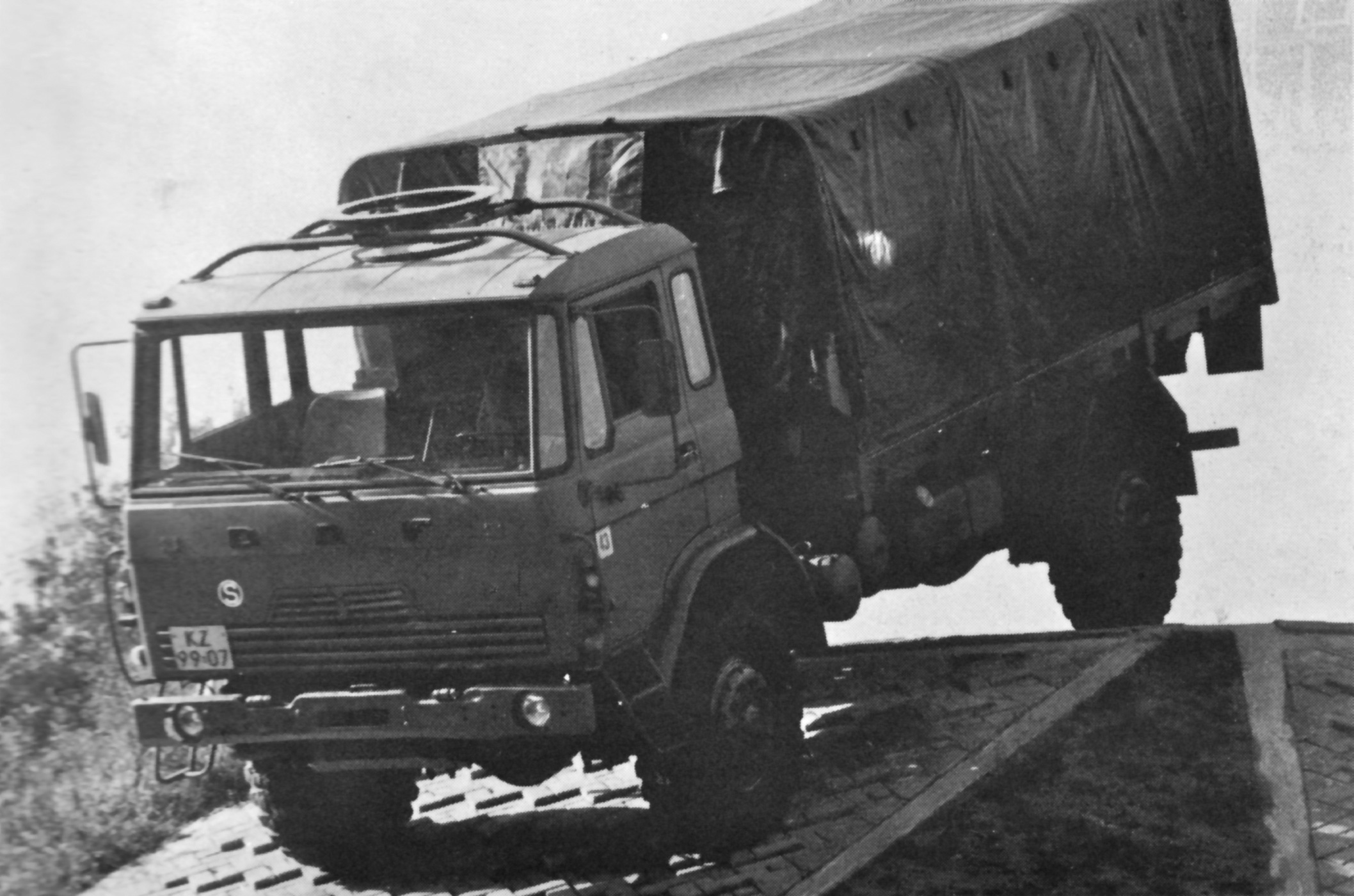
DAF YA 4440 Prototype

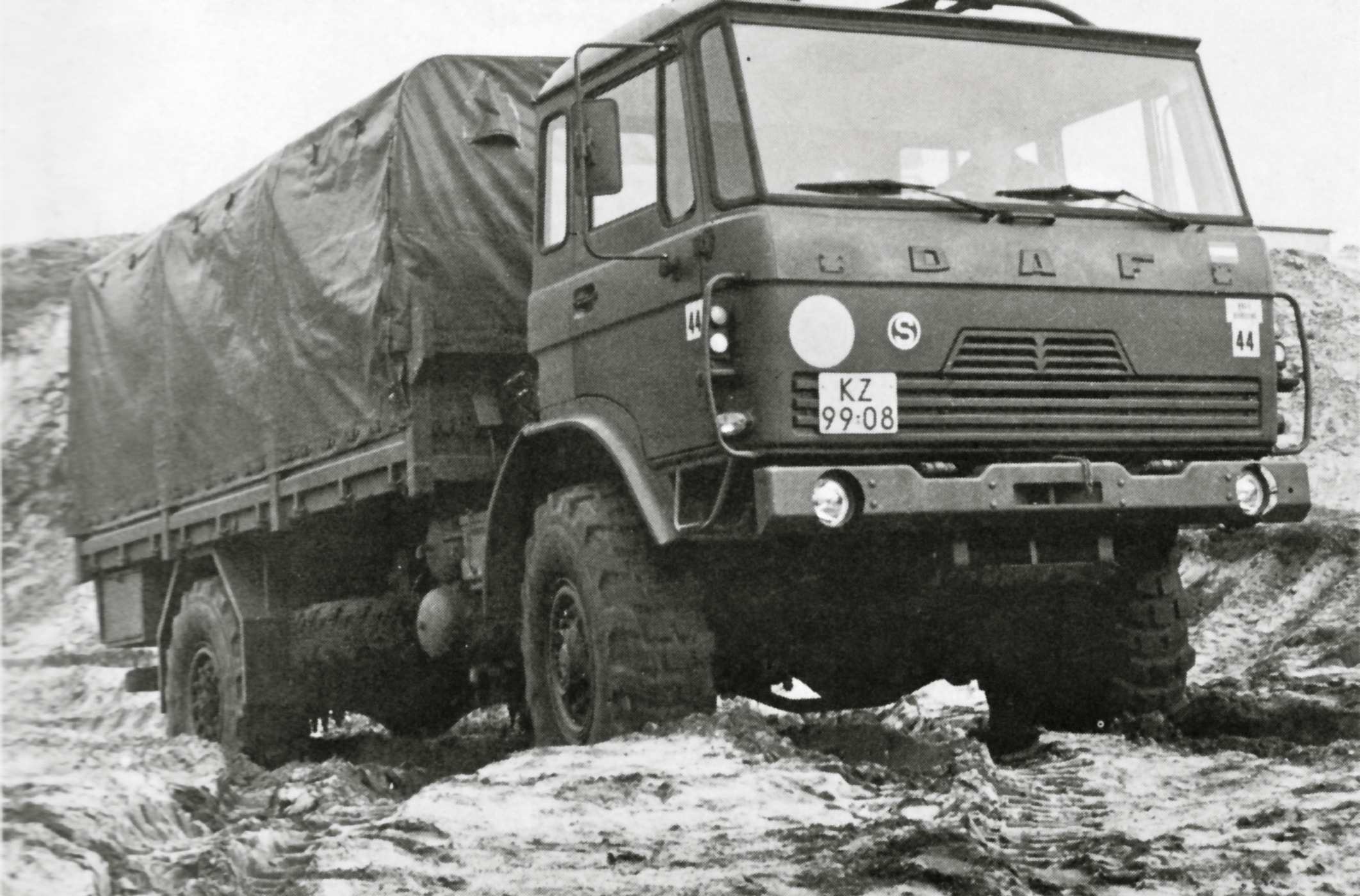
DAF YA 4440 Prototype

De DAF YA 4440 en YA 4442 zijn middelzware, militaire vrachtauto's, geproduceerd voor de Nederlandse krijgsmacht door de Nederlandse vrachtautofabriek DAF. Vanwege het laadvermogen van 4.000 kg staan deze voertuigen binnen de krijgsmacht ook wel bekend als de Viertonner.

## Geschiedenis
Met het oog op de vervanging van de in de jaren vijftig van de vorige eeuw geleverde YA 314, YA 328 en YA 126 ontving DAF op 18 april 1973 een order voor levering van vijf prototypes van een nieuwe militaire vrachtwagen met een laadvermogen van 4 ton. Deze voertuigen werden in juli en augustus 1974 geleverd waarna een intensief beproevingstraject werd doorlopen. De beproevingen werden uitgevoerd door Materieel Beproevingsafdeling 2 (MBA 2) te Huijbergen. Terwijl de beproevingen nog liepen, plaatste het Ministerie van Defensie op 7 december 1976 een order voor vierduizend voertuigen van het type YA 4440 voor de Koninklijke Landmacht (KL). Met 342 miljoen gulden was dit destijds de grootste opdracht uit de geschiedenis van DAF. Een jaar later, op 2 december 1977, werd een vervolgorder voor 2500 stuks getekend (orderwaarde 246 miljoen gulden) en in 1980 volgde een derde order voor 688 stuks. Van het Korps Mariniers ontving DAF twee kleinere orders voor opgeteld 60 stuks.

### Ontwikkeling YA 4440
Om de kosten en reservedelenvoorziening in de hand te houden, moest de YA 4440 zoveel mogelijk worden gebaseerd op een civiele truck, waarvoor de DAF FAV 1800 de beste kandidaat was. Hiervoor werd de wielbasis van de FAV 1800 vergroot tot 405 cm en er werd een speciaal voor de YA 4440 ontwikkelde laadbak gemonteerd. Uitgevoerd met stuurbekrachtiging, een gesynchroniseerde versnellingsbak en cabineverwarming betekende dit destijds moderne voertuig een grote verbetering ten opzichte van de uit de jaren vijftig stammende YA 314, YA 328 en YA 126.
De kantelbare F-218 cabine is voorzien van een mangat in het cabinedak zodat de bijrijder de op de optionele ringaffuit aangebrachte FN MAG-mitrailleur kon bedienen. De laadbak heeft een vlakke laadvloer en wegklapbare zijschotten zodat er lading op pallets vervoerd kan worden. De huif op de laadbak kan in een hoge (190 cm stahoogte) of in een lage (160 cm) stand geplaatst worden.
Hoewel de eerste indrukken goed waren en de voertuigen ruimschoots voldeden aan de meeste eisen, kwamen bij de beproevingen al snel twee hardnekkige pijnpunten aan het licht: de gebrekkige stabiliteit van het voertuig op de door Defensie voorgeschreven banden met NATO-profiel en het ontstaan van scheuren in het speciaal voor de YA 4440 ontwikkelde chassis. De stabiliteitsproblemen werden uiteindelijk opgelost nadat was aangetoond dat het voertuig met een moderne vrachtwagenband (Goodyear G 186) wel het gewenste weggedrag vertoonde terwijl er nauwelijks tot geen nadelige gevolgen waren voor de prestaties in het terrein. Meerdere wijzigingen aan het chassis en herhaalde beproevingen waren noodzakelijk voordat in het voorjaar van 1978 het ontwerp definitief goedgekeurd kon worden. Het project had hierdoor een vertraging van anderhalf tot twee jaar opgelopen.

### Serieproductie YA 4440
In juni 1977 werden ter verificatie 10 préserievoertuigen (9x YA 4440 en 1x YAL 4440) geleverd. De eerste seriematig geproduceerde voertuigen werden op 27 juni 1978 aan Defensie geleverd. Hierna liep de serieproductie door tot 1983. In totaal zouden 6627 stuks YA 4440, 422 stuks YAL 4440 en 199 stuks YAK 4440 voor de Nederlandse krijgsmacht worden gebouwd. Bovenop deze aantallen werden in 1980 om onbekende redenen vier extra YAL 4440's voor de KL gebouwd.
Naast de in totaal 7252 stuks voor de Nederlandse krijgsmacht bouwde DAF in 1984 en 1985 voor de Portugese strijdkrachten 300 YA 4440's die als bouwpakketten naar Portugal werden vervoerd en ter plaatse werden geassembleerd. België nam ook prototypes af maar zag uiteindelijk af van een order. Wanneer ook alle prototypes (5 stuks voor de KL, 4 stuks voor België en 6 stuks voor eigen beproeving DAF) worden meegeteld, komt de totale productie neer op 7567 stuks.

### Ontwikkeling YA 4442
De bedoeling was, dat de YA 4440's na een gebruiksperiode van tien jaar bij de parate eenheden zouden worden vervangen om door te stromen naar de mobilisabele eenheden. Om tijdig te kunnen beschikken over de nieuwe voertuigen werd op 16 december 1985 een order geplaatst voor levering van 5125 stuks YA 4442 aan de KL voor een totaalbedrag van 759 miljoen gulden, opnieuw een record voor DAF. Overigens zou dit aantal later worden verminderd tot 4925 stuks. Bovenop dit aantal bestelde het Korps Mariniers in totaal 107 voertuigen. De nieuwe generatie viertonners moesten in grote mate overeenkomen met de YA 4440 maar toch kwamen er enkele belangrijke wijzigingen. Het meest in het oog springend is de toepassing van een achteras met dubbellucht hetgeen belangrijk bijdroeg aan de stabiliteit van het voertuig wanneer een topzware vracht (met name bepaalde uitvoeringen van de KL-standaardshelter voor de Verbindingsdienst) moest worden vervoerd. Andere wijzigingen zijn een modernisering van de aandrijflijn en een zwaarder uitgevoerd takkenscherm dat in plaats van aan de cabine op de voorbumper werd gemonteerd. De cabine kreeg met de montage van een zwarte kunststof grille een bescheiden facelift.
Op 19 maart 1987 werd door DAF het eerste van acht verificatievoertuigen geleverd om tot november 1988 door MBA 2 te worden beproefd. Hierbij kwamen enkele relatief onschuldige restpunten naar voren. Eind 1988 leverde DAF vervolgens tien préserievoertuigen af waarop de noodzakelijke modificaties waren uitgevoerd. Overigens had DAF voor eigen beproeving ca. drie YA 4442's gebouwd.

### Serieproductie YA 4442
Na de succesvolle beoordeling van de préserievoertuigen werd in oktober 1989 de serieproductie van de YA 4442 opgestart. Amper een jaar later, begin oktober 1990, werd de mijlpaal van de duizendste YA 4442 bereikt. In 1991 en 1992 werd de productie flink opgeschroefd zodat alle YA 4442 chassis nog voor het naderende faillissement van DAF (eind februari 1993) konden worden geproduceerd. Na de doorstart van DAF werden tot 1995 nog ruim 300 van deze chassis afgebouwd en afgeleverd.
Van de YA 4442 werden geen grote aantallen aan het buitenland geleverd. In 1992 werden slechts drie YAS 4442's met een afwijkende laadvloer aan Italië geleverd. De totale productie bedroeg hiermee 5038 stuks.

## Algemeen
Zowel de YA 4440 als de YA 4442 werden bij alle krijgsmachtdelen ingezet. De Koninklijke Luchtmacht (KLu) en de Koninklijke Marechaussee (KMar) kochten hun voertuigen niet rechtstreeks bij DAF, maar namen ze over van de KL. Voertuigen van de KMar werden voorzien van gedeeltelijk witte bumpers, of werden geheel donkerblauw gespoten. De voertuigen van de KLu bleven legergroen.

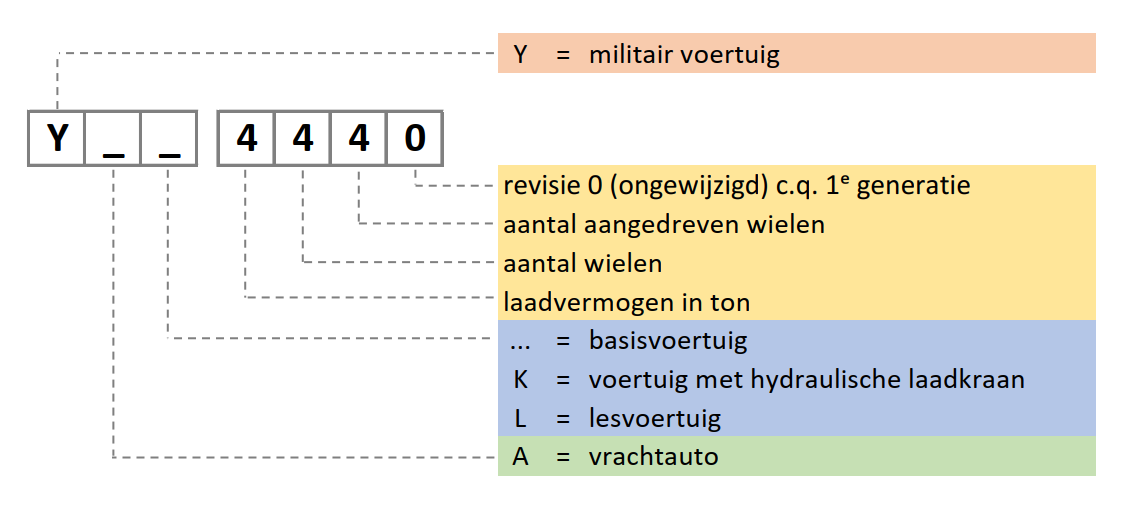
Verklaring van de typeaanduiding van de DAF YA 4440 voertuigserie (basisvarianten).

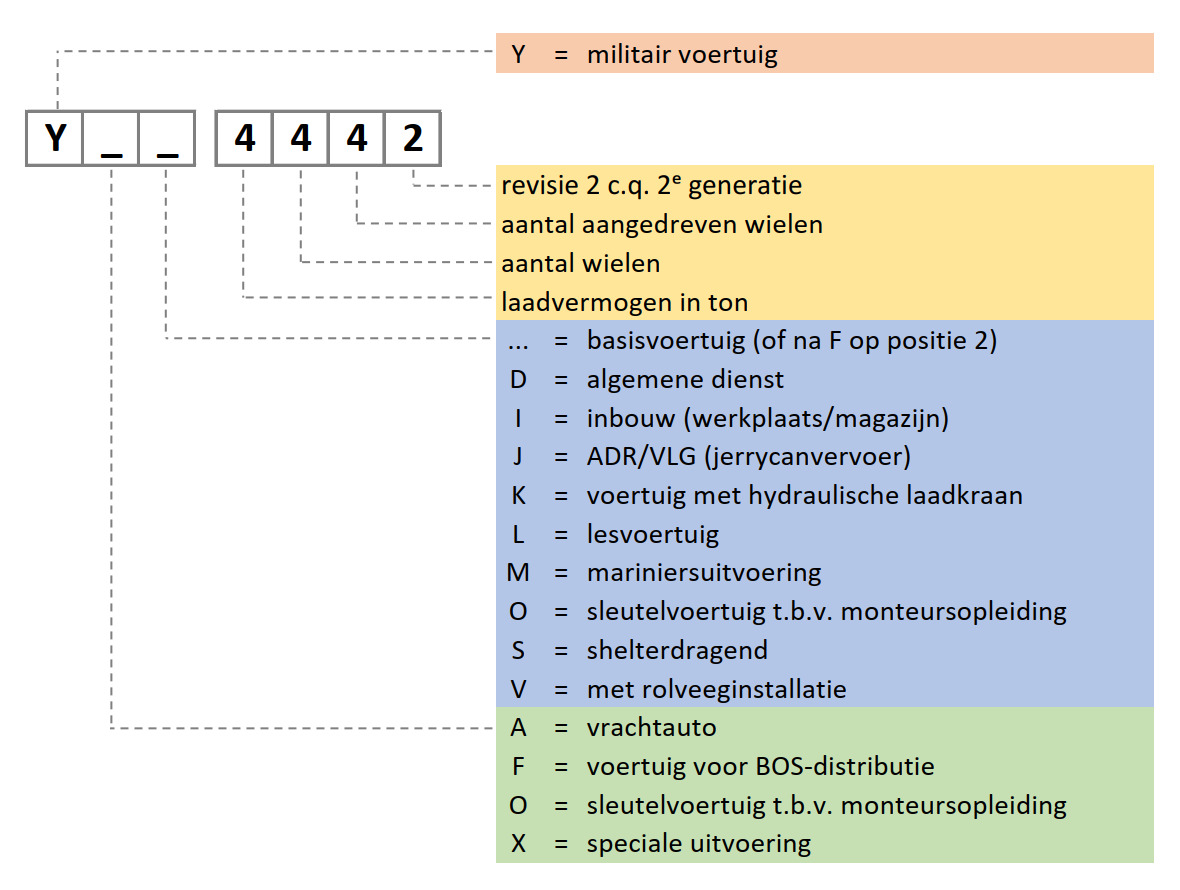
Verklaring van de typeaanduiding van de DAF YA 4442 voertuigserie (basisvarianten).

## Typeaanduiding YA 4440 en YA 4442
De typeaanduiding kan als volgt worden uitgelegd:
Y = militair voertuig
A = vrachtauto (overige letters: zie afbeelding)
.. = eventuele 3e letter t.b.v. de aanduiding van de hoofd- of afgeleide variant (zie afbeelding)
4 = laadvermogen in ton
4 = aantal wielen
4 = aantal aangedreven wielen
0/2 = revisie (0 = 1e generatie, 2 = 2e generatie)

## Varianten YA 4440
Van de YA 4440 werden af fabriek slechts drie basisvarianten (in het overzicht hieronder onderstreept weergegeven) geleverd: de YA 4440, de YAL 4440 (beide gebouwd vanaf 1977) en de YAK 4440 (vanaf 1980). Aanvankelijk was het namelijk de bedoeling dat de voor specifieke eenheden noodzakelijke aanpassingen weer relatief eenvoudig konden worden teruggedraaid zodat de basisvariant weer beschikbaar was voor een andere functie. Dit principe werd begin jaren tachtig losgelaten nadat in de praktijk was gebleken dat het ombouwen van de ene naar de andere functie niet of nauwelijks werd gedaan. Uiteindelijk ontstond een achttal afgeleide varianten van de YA 4440:
- YA 4440: vrachtauto 40kN, 4x4 - deze basisvariant is voorzien van de standaard cabine en een kale laadvloer
- YAL 4440: vrachtauto 40kN, 4x4 t.b.v. rij-instructie - deze basisvariant is voorzien van een verlengde cabine met dubbele bediening waarin ruimte was voor drie leerlingen en een instructeur
- YAK 4440: vrachtauto 25kN, 4x4 met ALK HIAB - deze basisvariant is voorzien van een hydraulische autolaadkraan (ALK) achter de cabine; door het gewicht hiervan is het laadvermogen van de YAK 4440 teruggebracht tot 2.500 kg
- YAO 4440: vrachtauto 40kN, 4x4 t.b.v. monteursopleidingen deze variant ontstond in 1982 en was identiek aan de YAD 4440 maar exclusief in gebruik als sleutelvoertuig
- YF 4440: vrachtauto 40kN, 4x4 t.b.v. vervoer BDE deze variant ontstond in 1985 voor het beproeven van het vervoer van een afzetbare brandstoftank (brandstof distributie eenheid, BDE)
- YAD 4440: vrachtauto 40kN, 4x4 t.b.v. algemene dienst deze variant ontstond in 1986 en is voorzien van een laadbak met huifzeil en zes neerklapbare zitbankjes voor het vervoer van maximaal 18 personen
- YAJ 4440: vrachtauto 40kN, 4x4 VLG/ADR t.b.v. vervoer klasse III goederen deze variant ontstond in 1986 en is voorzien van een open laadbak en diverse veiligheidsmiddelen voor het vervoer van brandstof in jerrycans
- YAV 4440: vrachtauto 40kN, 4x4 met rolveeginstallatie NIDO deze variant ontstond in 1988 en is voorzien van een open laadbak en een aanbouwplaat aan de voorzijde t.b.v. een NIDO HF25DS rolveeginstallatie
- YAI 4440: vrachtauto 40kN, 4x4 met onderhouds- of magazijninbouw deze variant ontstond in 1989 en is voorzien van een laadbak met dubbelwandig huifzeil, een houten achterwand met toegangsdeur en een aan de specifieke functie aangepast interieur
- YAS 4440: vrachtauto 40kN, 4x4 met vlakke laadvloer t.b.v. vervoer KL-standaardshelter deze variant ontstond in 1991 en is voorzien van een kale laadvloer met speciale montageblokken en diverse aanvullende voorzieningen voor het vervoer van een KL-standaardshelter, een afzetbare container die ingericht kan zijn als bureauruimte, BHP[4] of werkplaats
- YOK 4440: vrachtauto 25kN, 4x4 met ALK HIAB t.b.v. monteursopleidingen deze variant ontstond in 1999 en was identiek aan de YAK 4440 maar exclusief in gebruik als sleutelvoertuig

Naast de hierboven genoemde varianten ontstonden enkele aanduidingen die geen officiële status hadden. Hieronder vallen de YAT 4440 (voorzien van een shelter die ingericht is met een aggregaat en een telex-installatie), de YW 4440 (een met drie watertanks van 1000 liter beladen YA 4440) en de YAM 4440 (de variant voor het Korps Mariniers welke onder meer is voorzien van een koudweerpakket en een vergroot waadvermogen voor amfibische landingen).

## Basisvarianten YA 4442
Van de YA 4442 werden af fabriek acht basisvarianten aan de Koninklijke Landmacht en drie basisvarianten aan het Korps Mariniers (KMARNS) geleverd:
- YAD 4442: vrachtauto 40kN, 4x4 t.b.v. algemene dienst - deze basisvariant is voorzien van de standaard cabine, een laadbak met huifzeil en zes neerklapbare zitbankjes voor het vervoer van maximaal 18 personen (gebouwd vanaf 1987)
- YAL 4442: vrachtauto 40kN, 4x4 t.b.v. rij-instructie - deze basisvariant is voorzien van een verlengde cabine met dubbele bediening waarin ruimte was voor drie leerlingen en een instructeur (gebouwd vanaf 1987)
- YAK 4442: vrachtauto 25kN, 4x4 met ALK HIAB - deze basisvariant is voorzien van een hydraulische autolaadkraan (ALK) achter de cabine; door het gewicht hiervan is het laadvermogen van de YAK 4442 teruggebracht tot 2.500 kg (gebouwd vanaf 1987)
- YAJ 4442: vrachtauto 40kN, 4x4 VLG/ADR t.b.v. vervoer klasse III goederen - deze basisvariant is voorzien van een open laadbak en diverse veiligheidsmiddelen voor het vervoer van brandstof in jerrycans (gebouwd vanaf 1987)
- YAS 4442: vrachtauto 40kN, 4x4 met vlakke laadvloer t.b.v. vervoer KL-standaardshelter - deze basisvariant is voorzien van een kale laadvloer met speciale montageblokken en diverse aanvullende voorzieningen voor het vervoer van een KL-standaardshelter, een afzetbare container die ingericht kan zijn als bureauruimte, BHP[4] of werkplaats (gebouwd vanaf 1989)
- YAI 4442: vrachtauto 40kN, 4x4 met onderhouds- of magazijninbouw - deze basisvariant is voorzien van een laadbak met dubbelwandig huifzeil, een houten achterwand met toegangsdeur en een aan de specifieke functie aangepast interieur (gebouwd vanaf 1989)
- YAV 4442: vrachtauto 40kN, 4x4 met rolveeginstallatie NIDO - deze basisvariant is voorzien van een open laadbak en een aanbouwplaat aan de voorzijde t.b.v. een NIDO HF25DS rolveeginstallatie (gebouwd vanaf 1990)
- YF 4442: vrachtauto 40kN, 4x4 BDM (Brandstof Distributie Middel) - deze basisvariant is voorzien van een rechtstreeks op het chassis gemonteerde aluminium brandstoftank van 4000 liter en een pompinstallatie (gebouwd vanaf 1991)
- YAM 4442: vrachtauto 40kN, 4x4 t.b.v. algemene dienst KMARNS - gebouwd vanaf 1989
- YLM 4442: vrachtauto 40kN, 4x4 t.b.v. rij-instructie KMARNS - gebouwd vanaf 1993
- YKM 4442: vrachtauto 25kN, 4x4 met ALK HIAB KMARNS - gebouwd vanaf 1993

De voertuigen voor het Korps Mariniers waren in hoofdzaak identiek aan hun functionele tegenhangers bij de Koninklijke Landmacht, maar werden door DAF van een op de specifieke taken van het korps toegespitste uitrusting voorzien. Hieronder vielen onder andere een verlengde cabine met opbergrek op het cabinedak (alleen YAM 4442 en YLM 4442) en een koudweerpakket bestaande uit een geïsoleerde cabine, een geïsoleerde accubak en een motorvoorverwarmingsunit.

## Afgeleide varianten YA 4442
Af fabriek leverde DAF naast de hierboven genoemde basisvarianten drie afgeleide varianten: de YAO 4442, de YXK 4442 en de YFL 4442. Desondanks ontstonden tijdens het gebruik opnieuw vele afgeleide varianten van de YA 4442.
- YAO 4442: vrachtauto 40kN, 4x4 t.b.v. monteursopleidingen
- YXK 4442: vrachtauto 25kN, 4x4 met ALK HIAB en huifopbouw t.b.v. vervoer nucleaire munitie
- YFL 4442: vrachtauto 40kN, 4x4 BDM t.b.v. rij-instructie
- YAB 4442: vrachtauto 40kN, 4x4 t.b.v. algemene dienst; brandweeruitvoering - in totaal drie voertuigen waren in dienst bij de bedrijfsbrandweerkorpsen van het Artillerie Schietkamp in ’t Harde en het Infanterie Schietkamp in Harskamp.[6][7]
- YAH 4442: vrachtauto 40kN, 4x4 met hydraulische laadklep
- YAW 4442: vrachtauto 40kN, 4x4; voorzien van koudweerpakket (zie YAM 4442)
- YCS 4442: vrachtauto 40kN, 4x4 met vlakke laadvloer; met twistlocks t.b.v. vervoer 10-voets container
- YFD 4442: vrachtauto 40kN, 4x4 BDM; met dampretour - door de dampretourleiding werd het mogelijk om tweetakt benzine te vervoeren t.b.v. de Sperwer RPV
- YPS 4442: vrachtauto 40kN, 4x4 met vlakke laadvloer; met lanceerinrichting Sperwer RPV - de Sagem Sperwer was een onbemand verkenningsvliegtuig dat tot 2011 in gebruik was bij 101 Remotely Piloted Vehicles Batterij (RPVBt)
- YSH 4442: vrachtauto 40kN, 4x4 met vlakke laadvloer t.b.v. vervoer KL-standaardshelter; met hydraulische laadklep
- YSS 4442: vrachtauto 40kN, 4x4 met vlakke laadvloer t.b.v. vervoer KL-standaardshelter; met stabilisatorstang

Bij diverse varianten werden verlengde cabines gemonteerd, waardoor nieuwe afgeleide varianten ontstonden: YDD 4442, YDH 4442, YDS 4442 (op basis van respectievelijk YAD, YAH en YAS). Tevens ontstonden varianten met een luchtgeveerde chauffeursstoel en lichtgewicht kleppen (van de laadbak): de YADX 4442, de YAHX 4442, de YAKX 4442 en de YAIX 4442.
Voor de inzet t.b.v. vredesmissies ontstonden uiteindelijk nog de YAD 4442 UN, YAL 4442 UN, YAK 4442 UN, YAJ 4442 UN, YAS 4442 UN, YAI 4442 UN, YAV 4442 UN en YF 4442 UN. Deze varianten werden volledig wit gespoten en voorzien van een wit huifzeil en diverse UN stickers. Daarnaast werd de cabine aan de binnenzijde voorzien van scherfwerende dekens om het personeel enige bescherming te bieden.
Ook van de YA 4442 zijn enkele voorbeelden bekend van aanduidingen die geen officiële status hadden:
- YAP 4442: dit is in feite een YAD 4442 waarin een Personeel Vervoersmodule (PVM) was gemonteerd en waarmee 14 personen op een veilige manier konden worden vervoerd. In de volksmond werd de PVM ook wel als personeelsmodule of Walibi genoemd.
- YAKS 4442: bij 105 Luabt was deze bijzondere versie van de YAK 4442 in gebruik, met een halve container ingericht als aggregaatwerkplaats achter op de laadvloer. Op het voorste gedeelte van de laadvloer kon een aggregaat voor een Bofors 40L70G of een Flycatcher-radarsysteem vervoerd worden.

## Technische gegevens

### YA 4440
Afmetingen en gewichten
- voertuig LxBxH: 7190 x 2440 x 3430 mm
- laadbak LxBxH: 4700 x 2350 x 1900 mm
- wielbasis: 4050 mm
- spoorbreedte: 1910 mm
- gewicht rijklaar: 6840 kg
- laadvermogen 4000 kg
- max. aanhangergewicht: 6000 kg

Aandrijflijn
- motor: DAF DT-615 (6-cilinder diesel met turbo)
- slagvolume: 6,17 liter
- vermogen: 112,5 kW / 153 DIN pk (bij 2400 tpm)
- koppel: 505 Nm (bij 1400 tpm)
- versnellingsbak: ZF S 5-35/2 (5 vooruit / 1 achteruit)
- tussenbak: ZF VG 250/2
- vooras: DAF 2235 V
- achteras: DAF 1635
- bandenmaat: 12.00 X 20

Prestaties
- topsnelheid: 87 km/u
- inhoud brandstoftank: 200 liter
- actieradius: ca. 700 km

### YA 4442
Afmetingen en gewichten
- voertuig LxBxH: 7300 x 2470 x 3420 mm
- laadbak LxBxH: 4700 x 2350 x 1900 mm
- wielbasis: 4050 mm
- spoorbreedte: 1900 mm (voor) / 1800 mm (achter)
- gewicht rijklaar: 7620 kg
- laadvermogen 4000 kg
- max. aanhangergewicht: 6000 kg

Aandrijflijn
- motor: DAF DNT-620 (6-cilinder diesel met turbo)
- slagvolume: 6,24 liter
- vermogen: 126,0 kW / 172 DIN pk (bij 2600 tpm)
- koppel: 575 Nm (bij 1700 tpm)
- versnellingsbak: ZF S 6-36 (6 vooruit / 1 achteruit)
- tussenbak: ZF VG 450
- vooras: DAF 2235 V
- achteras: DAF 1635
- bandenmaat: 13 R 22.5

Prestaties
- topsnelheid: 93 km/u
- inhoud brandstoftank: 200 liter
- actieradius: ca. 700 km

## Trivia
Tegelijk met de YA 4440 werd door DAF een tweetonner ontwikkeld, de YA 2442. Tijdens de beproevingen bleek dat de aanvankelijke kwantitatieve behoefte door allerlei ontwikkelingen binnen de krijgsmacht sterk was gedaald waardoor het project voortijdig werd beëindigd en het niet meer tot serieproductie van dit type is gekomen.
Aan België werden twee YA 4440 prototypes en twee YA 4420 prototypes geleverd. Bij de YA 4420's ontbrak de voorwielaandrijving.
In januari 1981 nam DAF met een gemodificeerde DAF YA 4440 met startnummer 304 voor het eerst deel aan de Dakar-rally. De bemanning bestond uit chauffeur Henk Thijssen, monteur Martin Ketelaars en chef d'équipe Toine van der Vliet. De truck met bijnaam Mighty Mac (naar de sponsor op het huifzeil) finishte buiten competitie nadat Henk Thijssen bij een reparatie in het veld zijn arm had gebroken en tussentijds moest worden gerepatrieerd.
De voor de Portugese strijdkrachten gebouwde YA 4440's werden officieus beschouwd als YA 4441 waardoor de tweede generatie viertonners voor de Nederlandse krijgsmacht de aanduiding YA 4442 kreeg.
RDM bouwde in 1999 op basis van een door de krijgsmacht afgestoten YA 4440 de MOBAT (MOBile ArTillery) welke was voorzien van een M101 105mm houwitser. In 2003 werden 18 stuks aan Jordanië verkocht terwijl Bahrein volgens onbevestigde bronnen 6 stuks bestelde. Door het faillissement van RDM Technology (1 oktober 2004) kwam het niet tot levering. Hierna ontwikkelde Jordanië een eigen variant op basis van de YA 4442. Het is echter niet bekend hoeveel YA 4442 MOBATs werden gebouwd en of deze systemen ook aan andere landen werden verkocht.
De operationele viertonners van de krijgsmacht werden vanaf 2021 geleidelijk vervangen door de Scania Gryphus.